# Olasz labdarúgó-bajnokság (harmadosztály)
A Lega Pro Prima Divisione, 2008-ig Serie C1 az olasz labdarúgás harmadik legmagasabb osztálya. A bajnokságban 36 csapat szerepel, 2 darab földrajzi alapon elosztott 18 fős csoportban.
Az osztályt 1978-tól 2008-ig Serie C1-nek hívták, amely a negyedosztállyal együtt (Serie C2) a Serie C-ből vált ki. A negyedosztályt 2008-ban szintén átnevezték, annak jelenleg Lega Pro Seconda Divisione a neve.

## Az eddigi győztesek
| Év      | Győztes         | További feljutó   |
| ------- | --------------- | ----------------- |
| 1978-79 | Como            | Parma             |
| 1979-80 | Varese          | Rimini            |
| 1980-81 | Reggiana        | Cremonese         |
| 1981-82 | Atalanta        | Monza             |
| 1982-83 | Triestina       | Padova            |
| 1983-84 | Parma           | Bologna           |
| 1984-85 | Brescia         | Lanerossi Vicenza |
| 1985-86 | Parma           | Modena            |
| 1986-87 | Piacenza        | Padova            |
| 1987-88 | Ancona          | Monza             |
| 1988-89 | Reggiana        | Triestina         |
| 1989-90 | Modena          | Lucchese          |
| 1990-91 | Piacenza        | Venezia           |
| 1991-92 | Spal            | Monza             |
| 1992-93 | Ravenna         | Vicenza           |
| 1993-94 | Chievo          | Como              |
| 1994-95 | Bologna         | Pistoiese         |
| 1995-96 | Ravenna         | Empoli            |
| 1996-97 | Treviso         | Monza             |
| 1997-98 | Cesena          | Cremonese         |
| 1998-99 | Alzano Virescit | Pistoiese         |
| 1999-00 | Siena           | Cittadella        |
| 2000-01 | Modena          | Como              |
| 2001-02 | Livorno         | Triestina         |
| 2002-03 | Treviso         | AlbinoLeffe       |
| 2003-04 | Arezzo          | Cesena            |
| 2004-05 | Cremonese       | Mantova           |
| 2005-06 | Spezia          | Genoa             |
| 2006-07 | Grosseto        | Pisa              |
| 2007-08 | Sassuolo        | Cittadella        |

| Év      | Győztes         | További feljutó   |
| ------- | --------------- | ----------------- |
| 1978-79 | Como            | Parma             |
| 1979-80 | Varese          | Rimini            |
| 1980-81 | Reggiana        | Cremonese         |
| 1981-82 | Atalanta        | Monza             |
| 1982-83 | Triestina       | Padova            |
| 1983-84 | Parma           | Bologna           |
| 1984-85 | Brescia         | Lanerossi Vicenza |
| 1985-86 | Parma           | Modena            |
| 1986-87 | Piacenza        | Padova            |
| 1987-88 | Ancona          | Monza             |
| 1988-89 | Reggiana        | Triestina         |
| 1989-90 | Modena          | Lucchese          |
| 1990-91 | Piacenza        | Venezia           |
| 1991-92 | Spal            | Monza             |
| 1992-93 | Ravenna         | Vicenza           |
| 1993-94 | Chievo          | Como              |
| 1994-95 | Bologna         | Pistoiese         |
| 1995-96 | Ravenna         | Empoli            |
| 1996-97 | Treviso         | Monza             |
| 1997-98 | Cesena          | Cremonese         |
| 1998-99 | Alzano Virescit | Pistoiese         |
| 1999-00 | Siena           | Cittadella        |
| 2000-01 | Modena          | Como              |
| 2001-02 | Livorno         | Triestina         |
| 2002-03 | Treviso         | AlbinoLeffe       |
| 2003-04 | Arezzo          | Cesena            |
| 2004-05 | Cremonese       | Mantova           |
| 2005-06 | Spezia          | Genoa             |
| 2006-07 | Grosseto        | Pisa              |
| 2007-08 | Sassuolo        | Cittadella        |

| Szezon  | Győztes        | Egyéb feljutó csapat |
| ------- | -------------- | -------------------- |
| 1978-79 | Matera         | Pisa                 |
| 1979-80 | Catania        | Foggia               |
| 1980-81 | Cavese         | Sambenedettese       |
| 1981-82 | Arezzo         | Campobasso           |
| 1982-83 | Empoli         | Pescara              |
| 1983-84 | Bari           | Taranto              |
| 1984-85 | Catanzaro      | Palermo              |
| 1985-86 | Messina        | Taranto              |
| 1986-87 | Catanzaro      | Barletta             |
| 1987-88 | Licata         | Cosenza              |
| 1988-89 | Cagliari       | Foggia               |
| 1989-90 | Taranto        | Salernitana          |
| 1990-91 | Casertana      | Palermo              |
| 1991-92 | Ternana        | Fidelis Andria       |
| 1992-93 | Palermo        | Acireale             |
| 1993-94 | Perugia        | Salernitana          |
| 1994-95 | Reggina        | Avellino             |
| 1995-96 | Lecce          | Castel di Sangro     |
| 1996-97 | Fidelis Andria | Ancona               |
| 1997-98 | Cosenza        | Ternana              |
| 1998-99 | Fermana        | Savoia               |
| 1999-00 | Crotone        | Ancona               |
| 2000-01 | Palermo        | Messina              |
| 2001-02 | Ascoli         | Catania              |
| 2002-03 | Avellino       | Pescara              |
| 2003-04 | Catanzaro      | Crotone              |
| 2004-05 | Rimini         | Avellino             |
| 2005-06 | Napoli         | Frosinone            |
| 2006-07 | Ravenna        | Avellino             |
| 2007-08 | Salernitana    | Ancona               |

| Szezon  | Győztes        | Egyéb feljutó csapat |
| ------- | -------------- | -------------------- |
| 1978-79 | Matera         | Pisa                 |
| 1979-80 | Catania        | Foggia               |
| 1980-81 | Cavese         | Sambenedettese       |
| 1981-82 | Arezzo         | Campobasso           |
| 1982-83 | Empoli         | Pescara              |
| 1983-84 | Bari           | Taranto              |
| 1984-85 | Catanzaro      | Palermo              |
| 1985-86 | Messina        | Taranto              |
| 1986-87 | Catanzaro      | Barletta             |
| 1987-88 | Licata         | Cosenza              |
| 1988-89 | Cagliari       | Foggia               |
| 1989-90 | Taranto        | Salernitana          |
| 1990-91 | Casertana      | Palermo              |
| 1991-92 | Ternana        | Fidelis Andria       |
| 1992-93 | Palermo        | Acireale             |
| 1993-94 | Perugia        | Salernitana          |
| 1994-95 | Reggina        | Avellino             |
| 1995-96 | Lecce          | Castel di Sangro     |
| 1996-97 | Fidelis Andria | Ancona               |
| 1997-98 | Cosenza        | Ternana              |
| 1998-99 | Fermana        | Savoia               |
| 1999-00 | Crotone        | Ancona               |
| 2000-01 | Palermo        | Messina              |
| 2001-02 | Ascoli         | Catania              |
| 2002-03 | Avellino       | Pescara              |
| 2003-04 | Catanzaro      | Crotone              |
| 2004-05 | Rimini         | Avellino             |
| 2005-06 | Napoli         | Frosinone            |
| 2006-07 | Ravenna        | Avellino             |
| 2007-08 | Salernitana    | Ancona               |

## Az eddigi összes részt vevő csapat
- 20 szezon: SPAL
- 19 szezon: Carrarese, Spezia
- 18 szezon: Salernitana
- 16 szezon: Arezzo, Benevento, Modena, Reggiana
- 15 szezon: Casarano/Virtus Casarano, Prato
- 14 szezon: Foggia, Livorno/Pro Livorno, Lucchese, Nocerina, Padova, Siena
- 13 szezon: Giulianova, Monza, Pistoiese, Ternana
- 12 szezon: Alessandria, Ancona/Anconitana, Avellino, Chieti, Como, Empoli, Reggina, Sambenedettese
- 11 szezon: Casertana, Catania, Juve Stabia, Taranto, Trento, Vicenza/Lanerossi Vicenza
- 10 szezon: Barletta, Carpi, Fano/Fano Alma Juventus, Ischia Isolaverde, Lodigiani, Lumezzane, Mantova, Novara, Perugia, Piacenza, Pro Sesto, Rimini, Sassari Torres, Treviso, Triestina
- 9 szezon: Acireale, Campania/Campania-Puteolana, Cremonese, Fermana, Lecco, Palermo, Pavia, Pisa, Teramo, Varese
- 8 szezon: Atletico Catania/Leonzio, Cavese/Pro Cavese, Cittadella, Cosenza, Massese, Monopoli, Montevarchi, Pro Patria, Siracusa, Virtus Lanciano/Lanciano, Vis Pesaro
- 7 szezon: Ascoli, Fidelis Andria, Francavilla, Martina, Sanremese, Sora
- 6 szezon: Alzano Virescit, Brescello, Campobasso, Casale/Juniorcasale, Cesena, Crotone, Giarre, Gualdo, Legnano, Nola, Parma, Paganese, Ravenna, Turris
- 5 szezon: Brindisi, Castel di Sangro, Chievo, Fiorenzuola, Forlì, Licata, Messina, Pescara, Rende, Rondinella/R.M. Firenze, Savoia, Venezia/Venezia-Mestre, Viterbese
- 4 szezon: AlbinoLeffe, Catanzaro, Frosinone, L'Aquila, Leffe, Palazzolo, Potenza, Sangiovannese, Saronno, Sorrento, Virescit Boccaleone/Virescit Bergamo
- 3 szezon: Battipagliese, Bologna, Brescia, Centese, Derthona, Foligno, Gallipoli, Grosseto, Manfredonia, Matera, Sant'Angelo, Trapani
- 2 szezon: Akragas, Baracca Lugo, Biellese, Cagliari, Civitanovese, Latina, Marsala, Napoli, Ospitaletto, Paternò, Pergocrema, Pizzighettone, San Marino, Sassuolo, Verona
- 1 szezon: Asti TSC, Atalanta, Avezzano, Bari, Crevalcore, Fanfulla, Gela, Genoa, Ivrea, Jesi, Lecce, Marcianise, Mestre, Pontedera, Portosummaga, Rhodense, Sandonà, FC Vittoria

## Külső hivatkozások
- A Lega Pro hivatalos weboldala